# Serie B 1997-1998 (calcio a 5)
La Serie B 1997-1998 è stata l'8ª edizione della categoria nonché, a causa della programmata istituzione della Serie A2, l'ultima di secondo livello del campionato italiano di calcio a 5. La stagione regolare ha preso avvio il 27 settembre 1997 e si è conclusa il 2 maggio 1998, prolungandosi fino al 23 maggio con la disputa delle partite di spareggio.

## Regolamento
L'attuazione della riforma dei campionati a partire dalla successiva stagione sportiva, ha rivoluzionato la formula del torneo eccetto per il numero dei partecipanti che è rimasto invariato rispetto alla stagione precedente. Per la prima volta, le vincitrici dei gironi non accedono direttamente in Serie A bensì si scontrano tra loro. Le due società vincitrici ottengono la promozione mentre le due perdenti accedono allo spareggio contro la 13ª e 14ª classificata della Serie A che mette in palio due ulteriori posti nella massima serie. In caso di nuova sconfitta, queste società sono comunque ammesse al neonato campionato di Serie A2 insieme alle squadre classificatesi seconde, terze e quarte nei rispettivi gironi. Le società piazzatesi quinte, seste e settime di ogni girone si affrontano in uno spareggio che assegna gli ultimi sei posti in Serie A2. Le squadre classificatesi all'ultimo e al penultimo posto retrocedono nei campionati regionali mentre tutte le altre (comprese le perdenti dello spareggio tra quinte, seste e settime) sono confermate nella nuova Serie B che diventa così il terzo livello della disciplina.

## Girone A

### Partecipanti
Il girone A è composto da quattro società provenienti dal Piemonte e altrettante dalla Lombardia, tre dalla Valle d'Aosta, due dal Veneto e altrettante dall'Emilia-Romagna, e una dal Friuli-Venezia Giulia. Dopo una sola stagione nella massima serie, l'Aosta fa ritorno nella categoria.

### Classifica[1]
|  | Pos. | Squadra             | Pt | G  | V  | N | P  | GF  | GS  | DR  |
|  | ---- | ------------------- | -- | -- | -- | - | -- | --- | --- | --- |
|  | 1.   | Cesana              | 76 | 30 | 24 | 4 | 2  | 178 | 95  | +83 |
|  | 2.   | Aosta               | 73 | 30 | 23 | 4 | 3  | 140 | 83  | +57 |
|  | 3.   | Cotrade Torino      | 68 | 30 | 21 | 5 | 4  | 151 | 88  | +63 |
|  | 4.   | VRF Verona          | 64 | 30 | 20 | 4 | 6  | 142 | 81  | +61 |
|  | 5.   | Caseificio Pugliese | 58 | 30 | 17 | 7 | 6  | 120 | 92  | +28 |
|  | 6.   | Aymavilles          | 48 | 30 | 15 | 3 | 12 | 152 | 136 | +16 |
|  | 7.   | Bologna             | 47 | 30 | 13 | 8 | 9  | 150 | 127 | +23 |
|  | 8.   | Cadoneghe           | 35 | 30 | 10 | 5 | 15 | 116 | 118 | -2  |
|  | 9.   | CSAIN Bologna       | 35 | 30 | 9  | 8 | 13 | 112 | 120 | -8  |
|  | 10.  | Real Ronchiverdi    | 35 | 30 | 11 | 2 | 17 | 118 | 136 | -18 |
|  | 11.  | Manzano             | 35 | 30 | 10 | 5 | 15 | 127 | 147 | -20 |
|  | 12.  | La Torre            | 27 | 30 | 7  | 6 | 17 | 109 | 146 | -37 |
|  | 13.  | Toniolo Milano      | 27 | 30 | 8  | 3 | 19 | 93  | 133 | -40 |
|  | 14.  | Morbegno            | 21 | 30 | 5  | 6 | 19 | 113 | 181 | -68 |
|  | 15.  | MilanFive           | 19 | 30 | 5  | 4 | 21 | 89  | 153 | -64 |
|  | 16.  | Futsal Aosta        | 11 | 30 | 1  | 8 | 21 | 64  | 138 | -74 |

### Verdetti
- Cesana, Aosta, Cotrade, Virtus Rekord Five e, dopo lo spareggio, Caseificio Pugliese e Bologna  ammessi in Serie A2 1998-99; Real Ronchiverdi (fusosi con il Cesana) non iscritto al campionato di Serie B 1998-99; Futsal Aosta retrocesso ma successivamente ripescato.
- MilanFive retrocesso nel campionato regionale della Lombardia.

## Girone B

### Partecipanti
Il girone B comprende cinque società provenienti dalle Marche e altrettante dalla Toscana, tre dall'Abruzzo, due dall'Emilia-Romagna e una dall'Umbria. Dopo una sola stagione nella massima serie, il Villa Marchesa fa ritorno nella categoria.

### Classifica[1]
|  | Pos. | Squadra                | Pt | G  | V  | N  | P  | GF  | GS   | DR   |
|  | ---- | ---------------------- | -- | -- | -- | -- | -- | --- | ---- | ---- |
|  | 1.   | Firenze                | 84 | 30 | 28 | 0  | 2  | 192 | 71   | +121 |
|  | 2.   | CLT Terni              | 75 | 30 | 25 | 0  | 5  | 194 | 107  | +87  |
|  | 3.   | Villa Marchesa         | 63 | 30 | 19 | 6  | 5  | 145 | 97   | +48  |
|  | 4.   | IGP Pisa               | 57 | 30 | 18 | 3  | 9  | 112 | 87   | +25  |
|  | 5.   | L'Aquila               | 47 | 30 | 14 | 5  | 11 | 176 | 164  | +12  |
|  | 6.   | San Miniato            | 47 | 30 | 14 | 5  | 11 | 105 | 94   | +11  |
|  | 7.   | San Michele            | 46 | 30 | 14 | 4  | 12 | 149 | 149  | 0    |
|  | 8.   | Rimini                 | 45 | 30 | 13 | 6  | 11 | 81  | 83   | -2   |
|  | 9.   | Team Sport Ancona      | 38 | 30 | 12 | 2  | 16 | 127 | 138  | -11  |
|  | 10.  | San Benedetto          | 35 | 30 | 10 | 5  | 15 | 114 | 137  | -23  |
|  | 11.  | Teate 94               | 32 | 30 | 7  | 11 | 12 | 116 | 126  | -10  |
|  | 12.  | Polisportiva Giampaoli | 31 | 30 | 9  | 4  | 17 | 106 | 133  | -27  |
|  | 13.  | Scudo San Carlo        | 29 | 30 | 8  | 5  | 17 | 109 | 131  | -22  |
|  | 14.  | Chiaravalle            | 25 | 30 | 7  | 4  | 19 | 96  | 159  | -63  |
|  | 15.  | Santa Cristina         | 18 | 30 | 6  | 0  | 24 | 102 | -180 | -78  |
|  | 16.  | Ass. Club              | 17 | 30 | 5  | 2  | 23 | 77  | 145  | -68  |

### Verdetti
- Firenze promosso, dopo lo spareggio, in Serie A 1998-99 e qualificato al 1º turno dei play-off scudetto.
- CLT Terni, Villa Marchesa, IGP Pisa e, dopo lo spareggio, San Miniato  ammessi in Serie A2 1998-99; L'Aquila, Team Sport Ancona (fusosi con la Polisportiva Giampaoli) e Chiaravalle non iscritti al campionato di Serie B 1998-99.
- Ass. Club e Santa Cristina retrocessi nei campionati regionali.

## Girone C

### Partecipanti
Il girone C comprende nove società laziali, tre sarde e altrettante abruzzesi (tutte provenienti da Avezzano: Avezzano Calcio a Cinque, Forza e Coraggio, Pro Calcetto) e una sola molisana. Dalla Serie A sono retrocesse le scudettate Marino e Roma Calcetto.

### Classifica[1]
|  | Pos. | Squadra               | Pt | G  | V  | N  | P  | GF  | GS  | DR  |
|  | ---- | --------------------- | -- | -- | -- | -- | -- | --- | --- | --- |
|  | 1.   | Cagliari              | 70 | 30 | 21 | 7  | 2  | 157 | 67  | +90 |
|  | 2.   | Divino Amore          | 69 | 30 | 21 | 6  | 3  | 163 | 104 | +59 |
|  | 3.   | Lazio Calcetto        | 61 | 30 | 18 | 7  | 5  | 128 | 96  | +32 |
|  | 4.   | Avezzano              | 54 | 30 | 16 | 6  | 8  | 131 | 105 | +26 |
|  | 5.   | B&C Roma              | 46 | 30 | 13 | 7  | 10 | 117 | 111 | +6  |
|  | 6.   | Delfino Cagliari      | 43 | 30 | 12 | 7  | 11 | 129 | 116 | -13 |
|  | 7.   | CUS Viterbo           | 40 | 30 | 11 | 7  | 12 | 122 | 147 | -25 |
|  | 8.   | Roma                  | 40 | 30 | 11 | 7  | 12 | 101 | 100 | +1  |
|  | 9.   | Amatori Civitavecchia | 37 | 30 | 10 | 7  | 13 | 104 | 113 | -9  |
|  | 10.  | Quartu 2000           | 37 | 30 | 9  | 10 | 11 | 78  | 89  | -11 |
|  | 11.  | CUS Campobasso        | 31 | 30 | 8  | 7  | 15 | 98  | 118 | -20 |
|  | 12.  | Bellator Frusino      | 31 | 30 | 7  | 10 | 13 | 109 | 144 | -24 |
|  | 13.  | Pro Calcetto          | 28 | 30 | 8  | 4  | 18 | 116 | 135 | -19 |
|  | 14.  | F&C Avezzano          | 27 | 30 | 5  | 12 | 13 | 92  | 132 | -40 |
|  | 15.  | Verderosa Alatri      | 26 | 30 | 6  | 8  | 16 | 105 | 145 | -40 |
|  | 16.  | Marino                | 21 | 30 | 5  | 6  | 19 | 112 | 151 | -39 |

### Verdetti
- Cagliari promosso, dopo lo spareggio, in Serie A 1998-99 e qualificato al 1º turno dei play-off scudetto.
- Divino Amore, Lazio Calcetto e Queens Club Avezzano  ammessi in Serie A2 1998-99; B&C Roma e Forza e Coraggio Avezzano non iscritti al campionato di Serie B 1998-99; Marino retrocesso ma successivamente ripescato.
- Verderosa Alatri retrocesso nel campionato regionale del Lazio.

## Girone D

### Partecipanti
Il girone D è composto da cinque società campane e altrettante siciliane, tre pugliesi, due calabresi e una sola lucana.

### Classifica[1]
|  | Pos. | Squadra             | Pt | G  | V  | N | P  | GF  | GS  | DR   |
|  | ---- | ------------------- | -- | -- | -- | - | -- | --- | --- | ---- |
|  | 1.   | Vesuvio             | 70 | 30 | 22 | 1 | 7  | 133 | 64  | +69  |
|  | 2.   | Atletico Palermo    | 61 | 30 | 18 | 7 | 5  | 108 | 67  | +41  |
|  | 3.   | Real Capua          | 60 | 30 | 19 | 3 | 8  | 140 | 95  | +45  |
|  | 4.   | Pianeta Verde       | 60 | 30 | 19 | 3 | 8  | 149 | 106 | +43  |
|  | 5.   | GC Taormina         | 57 | 30 | 18 | 3 | 9  | 114 | 86  | +28  |
|  | 6.   | Stabiamalfi         | 55 | 30 | 17 | 4 | 9  | 151 | 112 | +39  |
|  | 7.   | Team Matera         | 50 | 30 | 15 | 5 | 10 | 165 | 110 | +55  |
|  | 8.   | Schmidt Palermo     | 45 | 30 | 13 | 6 | 11 | 96  | 105 | -9   |
|  | 9.   | Ercole Caserta      | 44 | 30 | 14 | 2 | 14 | 117 | 115 | +2   |
|  | 10.  | Villeneuve Barletta | 42 | 30 | 12 | 6 | 12 | 151 | 141 | +10  |
|  | 11.  | DiCristina Palermo  | 36 | 30 | 10 | 6 | 14 | 121 | 122 | -1   |
|  | 12.  | Modugno             | 31 | 30 | 9  | 4 | 17 | 106 | 127 | -21  |
|  | 13.  | Aversa              | 28 | 30 | 8  | 4 | 18 | 73  | 130 | -57  |
|  | 14.  | Catanzarese         | 27 | 30 | 8  | 3 | 19 | 81  | 124 | -43  |
|  | 15.  | La Quercia          | 24 | 30 | 7  | 3 | 20 | 105 | 138 | -33  |
|  | 16.  | Fata Morgana        | 2  | 30 | 1  | 0 | 29 | 75  | 238 | -163 |

### Verdetti
- Vesuvio, Atletico Palermo, Pianeta Verde e, dopo lo spareggio, Stabiamalfi, Garden Club Taormina e Team Matera  ammessi in Serie A2 1998-99; Real Capua ammesso ma non iscritto in Serie A2 (assorbito dal Bellona); Villeneuve Barletta non iscritto al campionato di Serie B 1998-99; La Quercia retrocesso ma successivamente ripescato.
- Fata Morgana retrocesso nel campionato regionale della Calabria.

## Spareggio promozione
Gli incontri di andata si sono disputati il 16 maggio mentre quelli di ritorno il 23 maggio 1998 in casa della squadra meglio classificata al termine della stagione regolare. In caso di parità al termine dei due incontri saranno disputeranno due tempi supplementari da 5’ ciascuno e, eventualmente, i tiri di rigore. Le società vincitrici sono promosse in Serie A e qualificate ai play-off scudetto; le perdenti accedono allo spareggio contro la 13ª e 14ª classificata in Serie A.
| Squadra 1 | Totale | Squadra 2 | Andata | Ritorno     |
| --------- | ------ | --------- | ------ | ----------- |
| Cesana    | 8 - 9  | Firenze   | 4 - 4  | 4 - 5       |
| Vesuvio   | 7 - 8  | Cagliari  | 4 - 3  | 3 - 5 (dts) |

## Spareggio d'accesso alla serie A2
Gli incontri di andata si sono disputati il 16 maggio mentre quelli di ritorno il 23 maggio 1998 in casa della squadra meglio classificata al termine della stagione regolare. Le sei società vincitrici sono ammesse in Serie A2.
| Squadra 1        | Totale  | Squadra 2           | Andata | Ritorno      |
| ---------------- | ------- | ------------------- | ------ | ------------ |
| San Michele      | 4 - 6   | Caseificio Pugliese | 2 - 4  | 2 - 2        |
| San Miniato      | 14 - 11 | Aymavilles          | 3 - 1  | 11 - 10      |
| Bologna          | 13 - 8  | L'Aquila            | 6 - 3  | 7 - 5        |
| CUS Viterbo      | 5 - 10  | GC Taormina         | 3 - 4  | 2 - 6        |
| Delfino Cagliari | 7 - 12  | Stabiamalfi         | 6 - 2  | 1 - 10 (dtr) |
| Team Matera      | 11 - 7  | B&C Roma            | 4 - 1  | 7 - 6        |